# Philippe de Mantes
Philippe de Mantes (1092 † après 1133), comte de Mantes, fils de Philippe Ier, roi de France, et de sa deuxième épouse, Bertrade de Montfort. Il épouse en 1104 Élisabeth de Montlhéry (†1141), fille unique de Gui II de Montlhéry.

## Biographie
Lors de la mort de Philippe Ier en 1108, son père, il tenta, en vain, de barrer la route du trône à son demi-frère Louis VI. En effet, il contrôlait la ville de Reims, ville traditionnelle du sacre des rois de France mais son demi-frère se hâte de se faire sacrer à Orléans avec l'aval des pairs du royaume.
En 1109, il possède en même temps Mantes et le château de Montlhéry, à partir duquel, comme avait fait son beau-père, il détrousse les marchands et trouble sans cesse les environs de Paris. Convoqué devant la cour des pairs par son demi-frère Louis VI, il refuse de se justifier des accusations portées contre lui, sur le conseil de sa mère qui n'a pas abandonné l'espoir de le porter à la couronne de France. Louis le Gros met alors le siège devant Mantes et Montlhéry, dont il s'empare successivement. Philippe, qui n'a pas osé défendre lui-même ses deux forteresses, se retire chez Amaury de Montfort, son oncle, qui lui donne le commandement d'Évreux. Bertrade, voyant échouer ses projets, prend le voile au couvent de Fontevraud, où elle meurt peu après.
Philippe ne fait sa soumission définitive à son frère Louis le Gros qu'en 1123. Il est mentionné pour la dernière fois en 1133 dans un document royal dans lequel il est cité comme témoin.

## Sources
- Nouvelle biographie générale depuis les temps les plus reculés jusqu'à nos jours, par Jean Chrétien Ferdinand Hoefer.
- Histoire de France, par Antoine-Elisabeth-Cléophas Dareste de La Chavanne.